# آلدو دولچتی
آلدو دولچتی (انگلیسی: Aldo Dolcetti؛ زادهٔ ۲۳ اکتبر ۱۹۶۶) بازیکن فوتبال اهل ایتالیا است.
از باشگاه‌هایی که در آن بازی کرده‌است می‌توان به باشگاه فوتبال مسینا، باشگاه فوتبال یوونتوس، باشگاه فوتبال پیزا، باشگاه فوتبال چزنا، باشگاه فوتبال آولینو، و باشگاه فوتبال نووارا اشاره کرد.